# Isla Al Reem
Isla Al Reem (en árabe: جزيرة الريم) es una isla y un proyecto residencial, comercial y de negocios en ella. El territorio de la isla es natural y está a 600 metros de la costa de la isla de Abu Dhabi. Actualmente está siendo desarrollaao de forma separada por varias empresas. Las dimensiones totales del proyecto, son de 6,5 millones de metros cuadrados y los costos de inversión de más de $ 30 mil millones. El proyecto ha cobrado interés internacional como una de las primeras zonas libres de Abu Dhabi, donde personas de nacionalidad extranjera pueden comprar una propiedad o arrendarla. En total, al menos 22.000 unidades residenciales se han previsto (las cifras varían considerablemente entre las diferentes fuentes) con los primeros edificios completados en 2009, en la Plaza de la Marina.